# Carey Øer
Die Carey Øer (grönländisch Kitsissut, Inuktun Kitsighut) sind eine grönländische Inselgruppe im Distrikt Qaanaaq in der Avannaata Kommunia.

## Geographie
- Karte mit allen Koordinaten:
- OSM |
- WikiMap

Die Carey Øer stellen die westlichste Landmasse Grönlands dar. Ihr westlichster Punkt auf Nordvestø liegt auf der Länge von 73° 15′ 14,7″ W und damit rund 5,8 km weiter westlich als das 160 km nördlich gelegene Kap Alexander.
Der isolierte Archipel aus sechs kleinen Inseln und einer Vielzahl von Felseilanden liegt etwa 110 km westlich der Thule Air Base und 50 km südwestlich von Kangaarsussuaq (Kap Parry). Im Sommer reicht das Nordwasser, die größte Polynja der kanadischen Arktis, vom südlichen Teil des Smithsunds bis hierher.
| Insel      | Fläche  | Koordinaten |
| ---------- | ------- | ----------- |
| Nordvestø  | 8,6 km² | Lage        |
| Fireø      | 3,1 km² | Lage        |
| Bordø      | 1,8 km² | Lage        |
| Björling Ø | 1,5 km² | Lage        |
| Isbjørn Ø  | 1,4 km² | Lage        |
| Mellemø    | 0,8 km² | Lage        |

Auf der größten Insel der Gruppe, Nordvestø, erreicht der Berg Borgen eine Höhe von 225 m. Insgesamt haben die Inseln samt ihren Nebeninseln eine Fläche von etwa 17,8 km². Von den kleineren Inseln sind nur Pletten und Hollænderhatten benannt. Dazu kommen einige Schären, von denen Breaks und Awash einen Namen tragen.

## Geologie
Als Folge einer früheren Vergletscherung der nördlichen Baffin Bay bestimmen abgeschliffene Felsen die Landschaftsform. Sie bestehen vorwiegend aus metamorphen Gesteinen wie Gneis mit gelegentlichen Dolerit-Gängen. Zeugen der eiszeitlichen Vergangenheit sind auch Findlinge, die auf den Kuppen und Hochflächen anzutreffen sind.

## Flora und Fauna
Die Oberfläche der Inseln wird von Steinen geprägt. Der Pflanzenbewuchs ist allgemein spärlich und nur in der Nähe von Vogelkolonien etwas dichter. Die Lage der Carey Øer am Rand des Nordwassers verspricht vor allem Seevögeln ein reiches Nahrungsangebot. Die Abgeschiedenheit des Archipels – die nächste menschliche Siedlung, Moriusaq, ist 70 km entfernt und war 2012 nicht mehr bewohnt – bewahrt die Vogelpopulationen vor Schäden durch die Jagd oder das Sammeln von Eiern. Mindestens zehn Arten brüten auf den Inseln. Am häufigsten ist die Eiderente, die auf allen Hauptinseln und zahlreichen Felseilanden vorkommt. Weitere Brutvögel sind die Dickschnabellumme, die Schneegans, die Ringelgans, die Eismöwe, der Tordalk, die Gryllteiste, der Papageitaucher, der Kolkrabe und die Schneeammer. Die Carey Øer werden von BirdLife International als Important Bird Area (GL005) ausgewiesen. Auch Eisbären sind häufig anzutreffen.

## Geschichte
Aus europäischer Sicht wurden die Carey Øer am 8. August 1616 von William Baffin und Robert Bylot auf ihrer zweiten Reise mit der Discovery entdeckt und zu Ehren von des Londoner Kaufmanns Allwyn Cary Careyes Islands genannt. Er war einer der drei Geldgeber der Expedition. Der Name wurde später zu Carey. Den Inuit werden die Inseln schon vorher bekannt gewesen sein. Clements Markham fand dort im August 1851 Reste ihrer Häuser.
Auf der Suche nach der Nordwestpassage fand John Ross die Carey Øer 1818 an der von Baffin angegebenen Position, ohne aber an Land zu gehen. Ab 1819 entfalteten vor allem schottische Walfänger ihre Aktivitäten in diesem Seegebiet. Einer von ihnen muss die Inseln 1827 betreten haben, da man in einem künstlichen Steinhaufen (Cairn) ein Stück Holz fand, in das diese Jahreszahl eingeritzt war.
1892 strandete der Schoner Ripple der schwedischen Expedition von Johan Alfred Björling und Evald Kallstenius (1868–1892) vor der östlichsten der Carey Øer, die deshalb heute Björling Ø heißt. Björling war ein erst 21-jähriger Botanikstudent, der 1890 bereits mit Gustaf Nordenskiöld (1868–1895) in Spitzbergen gewesen war und im Sommer 1891 eine Reise im Umiak von Upernavik nordwärts an der Küste der Melville-Bucht entlang bis zum Teufelsdaumen beim damals noch unbewohnten Kullorsuaq unternommen hatte. 1892 wollte Björling Ellesmere Island erforschen. Das kleine Schiff der unterfinanzierten fünfköpfigen Expedition lief jedoch am 17. August vor Björling Ø auf Grund, nachdem die Männer Lebensmittelrationen aus einem britischen Depot geholt hatten, das George Nares 1875 im Rahmen seiner Nordpol-Expedition hatte anlegen lassen. Ein Versuch, die Inuit-Siedlung Etah am Foulke Fjord mit dem Beiboot zu erreichen, scheiterte, und die Männer mussten nach Björling Ø zurückkehren. Nachdem einer der Expeditionsteilnehmer gestorben und auf der Insel begraben worden war, versuchten sie Mitte Oktober, nach Clarence Head, dem Südostzipfel von Ellesmere Island, zu gelangen. Seitdem fehlt von ihnen und dem Boot jede Spur.
Der britische Polarforscher James Wordie besuchte die Carey Øer 1937 auf seiner letzten Arktisreise. Er erstellte die bis dahin genaueste Karte der Inselgruppe und benannte Isbjørneø nach seinem Schiff, der norwegischen Isbjørn.
Seit 1980 betreibt das Dänische Meteorologische Institut auf Nordvestø eine automatische Wetterstation, deren Arbeit immer wieder unterbrochen wird, weil neugierige Eisbären sie beschädigen. Die dänische Fahne auf Isbjørneø wird jährlich von der dänischen Marine inspiziert.